# 宝汀顿郡
宝汀顿郡乃澳大利亞西澳的一個地方政府，位於府城伯斯之東南120公里；郡轄境有1901平方公里。2006年，有居民1,379人。

## 議會
郡議會有議席7座，分由2個選區，分別選出3和4位議員。

## 外部連結
- 宝汀顿郡官方網站（页面存档备份，存于）